# Piveteausaurus
Piveteausaurus (лат.) — род динозавров-теропод, известный по частичному черепу, обнаруженному в среднеюрской формации Марне-де-Див департамента Кальвадос (Франция). В род включают единственный типовой вид — Piveteausaurus divesensis.

## История открытия и описание
Фрагмент черепной коробки, который стал типовым образцом Piveteausaurus, впервые описал в 1923 году французский палеонтолог Жан Пивето с иллюстрациями и фотографиями образца MNHN 1920-7. Черепная коробка сравнима по размеру с черепной коробкой крупного аллозавра и похожа на таковую у другого представителя надсемейства Megalosauroidea — Piatnitzkysaurus из Аргентины. Пивето сгруппировал черепную коробку с другими образцами, найденными в той же местности и описанными в 1808 году французским натуралистом Жоржем Кювье. В 1861 году английский палеонтолог Ричард Оуэн отнёс фрагменты к виду Streptospondylus cuvieri и Певето включил образец черепной коробки в тот же вид.
Образец MNHN 1920-7 обнаружил местный житель, некто Дютак, в скальных породах, которые датировались оксфордским ярусом верхней юры, возле города Див-сюр-Мер в Нормандии. О находке сообщил геолог-любитель Казенав в 1920 году; образец купил профессор Марселлен Буль для Национального музея естественной истории. Позднее возраст пород, где нашли образец, был переоценён и датирован верхним келловеем (приблизительно 164 млн лет назад).
В 1964 году образец повторно изучил Алик Уокер в рамках своей работы над орнитозухом и эволюции карнозавров. Он отнёс окаменелость к роду Eustreptospondylus в качестве голотипа для нового вида E. divesensis. Другие фрагменты костей, описанные Кювье и отнесённые к Streptospondylus cuvieri Оуэном, были также причислены к виду Eustreptospondylus divesensis «в целях удобства», но без твёрдой уверенности со стороны Уокера. В 1977 году палеонтологи Филипп Таке и Сэмьюэл Уэллс дали этому образцу собственное родовое имя Piveteausaurus, названного в честь Жана Пивето. Таке и Уэллс исключили посткраниальные кости, которые связал с черепом Уокер. Позднее Грегори С. Пол рассматривал черепную коробку как принадлежавшую Proceratosaurus divesensis, однако, это назначение было отвергнуто другими исследователями.
Если черепная коробка не связана с другими костями, то Piveteausaurus чрезвычайно сложно классифицировать. Его сравнивали с цератозавром, Eustreptospondylus и Proceratosaurus и интерпретировался как вид двух последних родов в разное время.

## Систематика
Изначально Piveteausaurus относили к семейству Megalosauridae, поскольку авторы описания не хотели создавать новое семейство по фрагментарным остаткам. Том Хольц и его коллеги (2004) посчитали его неопределённым членом группы тетануров, хотя и не включали его в свой филогенетический анализ. Первый анализ с привлечением образца выполнил в 2010 году Р. Бенсон. Он обнаружил, что, хотя точное местоположение в филогенетическом дереве не удалось определить, Piveteausaurus всегда группировался с представителем семейства мегалозаврид, а потому почти наверняка является членом этой группы.
В 2012 году группа палеонтологов под руководством Мэтью Каррано уточнила систематику Piveteausaurus и отнесла его к подсемейству Afrovenatorinae семейства Megalosauridae.